# Perca
För andra betydelser, se Perca (olika betydelser).
Perca är ett släkte bland abborrfiskarna. Typart för släktet är abborre (Perca fluviatilis).

## Arter
Släktet innehåller tre beskrivna arter:
- abborre, även kallad europeisk abborre (Perca fluviatilis), förekommer naturligt i Europa och Asien, och är framgångsrikt inplanterad i Australien och Nya Zeeland
- balchasjabborre (Perca schrenkii), förekommer i Alakol- och Balchasjsjön i Kazakstan, samt i Uzbekistan och Kina
- gul abborre, även kallad nordamerikansk abborre (Perca flavescens), förekommer i Kanada och USA